# Max fait de la photo
Max fait de la photo è un cortometraggio del 1913 diretto da Lucien Nonguet.

## Trama
Max si trova sul Mediterraneo e va sulle rocce con la sua macchina fotografica per scattare delle fotografie. Scattate le fotografie, Max ad un certo punto si sdraia sulla spiaggia vicino agli spogliatoi ed incomincia a leggere il giornale. Arriva una bellissima ragazza che gli chiede di non essere guardata quando lei uscirà dallo spogliatoio. Una volta uscita, non fidandosi lo benda e lei si getta in mare per il suo bagno. Max si sbenda e cerca la ragazza in mare per fotografarla. La ragazza si avvicina e vede Max che vuole fotografarla, lei arrabbiatissima chiede ad un uomo lì presente che gli porti l'ombrellone per essere riparata. Mentre tra Max e l'uomo scatta una lite, la ragazza si getta sotto il mare e scompare. Nel frattempo la ragazza è già uscita dall'altra sponda senza farsi vedere da Max e va agli spogliatoi. Max è disperato e chiede aiuto all'uomo pensando che la ragazza sia annegata. Arrivano in soccorso anche degli uomini con una barca, Max disperato corre al molo chiedendo aiuto. Tutti la cercano, le imbarcazioni aumentano, la gente incuriosita si avvicina. La ragazza divertita vede tutto dagli spogliatoi, si cambia, si avvicina a Max e ad un certo punto si abbracciano facendo tutti un sospiro di sollievo.